# Guerra franco-india
Se conoce como guerra franco-india, guerra franco-indiana o guerra franco-indígena (1754-1763) a la parte de la guerra de los Siete Años desarrollada en América del Norte. El nombre se refiere a los dos principales enemigos a los que se enfrentaron distintas tribus indígenas de América, británicos y franceses. También es conocida como guerra de la Conquista en Canadá. Este fue el cuarto conflicto colonial entre Francia y el Reino Unido.
La guerra fue el resultado de las tensiones entre británicos y franceses debidas principalmente a las pretensiones expansionistas de las colonias de ambos países. También entraron en juego cuestiones como los conflictos entre los autóctonos, quienes se vieron obligados a pedir protección a uno u otro imperio colonial. En Europa, María Teresa I de Austria decidió recuperar Silesia, que estaba en manos de Prusia desde la guerra de sucesión austríaca. En el Viejo Mundo, la guerra comenzó en otoño, cuando Federico II el Grande de Prusia decidió adelantarse a Austria.
En Norteamérica el primer ataque británico se produjo en mayo de 1754 aunque el primer enfrentamiento que fue más allá de una escaramuza se produjo dos meses después, en julio, en Fort Necessity. La contienda se desarrolló durante nueve años, en un principio con claro predominio francés, aunque el resultado final le fue favorable al Reino Unido al conquistar Canadá. La paz se alcanzó con el Tratado de París y supuso la pérdida de todas las posesiones continentales francesas, puesto que tuvo que ceder Luisiana a España en compensación por la pérdida de la Florida a manos de los británicos.

## Guerra de los Siete Años
La guerra que se desarrolló entre 1754 y 1763 recibió varios nombres. En Europa, el conjunto de combates que tuvo lugar en el continente se conoció como guerra de los Siete Años, puesto que se declaró oficialmente en 1756 y duró siete años. Por otro lado, el conflicto norteamericano fue conocido por británicos, colonos británicos y canadienses anglófonos como guerra franco-indígena (en inglés: French and Indian War). Sin embargo, los canadienses francófonos la denominaron guerra de la Conquista (en francés: Guerre de la Conquête) debido a que el conflicto supuso la conquista británica de Nueva Francia.
El motivo de que los británicos la denominasen «guerra franco-india» se debe a que, si bien solían nombrarlas según el nombre del rey que los gobernaba, ya existía la «guerra del rey Jorge» (King George's War). Por ello decidieron llamarla teniendo en cuenta a sus enemigos: los franceses y los indígenas americanos (la mayoría de los cuales estaban aliados con Francia, salvo la Confederación Iroquesa).
El mismo conflicto, o partes del mismo, se conoció como Tercera Guerra de Silesia (entre prusianos y austríacos), Tercera Guerra Carnática (en la India). Nombres menos comunes son La Guerra Olvidada (Forgotten War), Cuarta Guerra Intercolonial (Fourth Intercolonial War) o Gran Guerra por el Imperio (Great War for the Empire).

## Motivos de la guerra

Posesiones europeas en Norteamérica en 1750

### Territoriales
En los albores del siglo XVIII, la población de las colonias británicas de Norteamérica no superaba los 250 000 habitantes, lo que es un número muy reducido si lo comparamos con los ocho millones de habitantes en la América española. Sin embargo, a lo largo de la primera mitad de ese siglo la población aumentó rápidamente gracias a la masiva llegada de europeos (sobre todo escoceses) y esclavos africanos (se calcula que llegaron más de 250 000 esclavos en esos años). Esto empujó a que las colonias británicas, que hasta ese momento se limitaban a la franja costera, necesitasen expandirse. Se creó la colonia de Georgia al sur, fronteriza con la Florida española.
Los franceses también se habían instalado en Norteamérica, aunque sus dominios allí no estaban del todo consolidados, ya que eran demasiado extensos para una población de unos 70 000 habitantes. Pese a ello, consiguieron expandirse ocupando todo el Quebec, los Grandes Lagos y llegaron hasta Luisiana, creando así una barrera que impedía la expansión británica hacia el norte y hacia el oeste. Todo este territorio era controlado a través de una gran cantidad de fuertes repartidos en las zonas fronterizas y con escasas ciudades.
Ambos imperios coloniales chocaron, por tanto, en la vasta región que iba desde los montes Apalaches al río Misisipi y desde los Grandes Lagos al golfo de México. La zona de mayor conflicto era el conocido como territorio del Ohio o valle del Ohio, una región al sur de los Grandes Lagos que comprendía gran parte de los actuales estados de Ohio, Pensilvania y Virginia Occidental. Este territorio fue ocupado poco a poco por los franceses a principios de la década de 1750 mediante la construcción de varios fuertes.

### Religiosos
Los conflictos religiosos llevaban más de dos siglos azotando Europa desde la reforma protestante. El altercado se trasladó, aunque no tan abiertamente, a las colonias en Norteamérica. La mayor parte de los colonos británicos eran protestantes. Había tanto seguidores de la fe oficial anglicana como otros reformistas que, huyendo de la persecución en Europa, se trasladaron al Nuevo Mundo. Por otro lado, la fe oficial en Francia era la católica, y la mayor parte de los colonos y misioneros que llegaron al Nuevo Mundo intentaron transmitir e imponer sus creencias.
En ambos países, aunque sobre todo en Inglaterra, había leyes persecutorias contra los creyentes de las religiones no oficiales, leyes aplicables en los nuevos territorios. Por ello, los dos imperios coloniales temían por la seguridad de sus ciudadanos si caían bajo dominio enemigo, pues el predominio de uno u otro supondría la mayor difusión de sus creencias.

### Expediciones militares
Entre 1747 y 1754 se sucedieron diversas expediciones y escaramuzas que fueron sentando las bases de la contienda.
En 1747 el gobernador de Nueva Francia ordenó a Pierre-Joseph de Céloron que dirigese una expedición al territorio del Ohio para eliminar la influencia británica en la zona y asegurarse de que podían seguir considerando aliados a los nativos. La grupación, compuesta por 213 soldados y 23 cañones, partió en junio de 1749 dirigiéndose río abajo y siguiendo el curso del río Ohio. Céloron informó a los comerciantes de pieles de que debían abandonar ese territorio, ya que pertenecía a Francia. Por su parte, los nativos de la zona informaron a Céloron de que ellos eran los dueños de esas tierras y querían seguir teniendo relaciones comerciales con los colonos británicos. Tras este fracaso, siguió avanzando a lo largo del río, hasta llegar a la ciudad de los indios miami Pickawillany e hizo la misma petición al jefe 'Old Britain', el cual la ignoró. Tras este último fracaso, la expedición de Céloron retornó de vuelta a casa.
En 1752, Charles Michel de Langlade encabezó otra expedición en el río Ohio. A Langlade le acompañaron 300 hombres ottawas y franceses. Su misión era castigar a los miami por no haber obedecido a Céloron y seguir comerciando con los británicos. El 21 de junio de 1752, los franceses atacaron el centro de comercio de Pickawillany, matando a 14 miamis, entre ellos a "Old Britain". Tras el ataque, la expedición volvió a casa.
La primavera del año siguiente, Paul Marin de la Malgue comandó a un grupo mixto de 2000 hombres para proteger las tierras del territorio del Ohio de las incursiones británicas. Siguió el camino que ya había recorrido Céloron, usando los mapas que este había dibujado. La diferencia entre las dos misiones era que de la Malgue construyó y aprovisionó varios fuertes. El primer fuerte que construyó fue Fort Presque Isle en la orilla meridional del lago Erie, hasta donde construyó una carretera que lo unía con LeBoeuf Creek, donde también construyó un fuerte al que llamó Fort Le Boeuf.

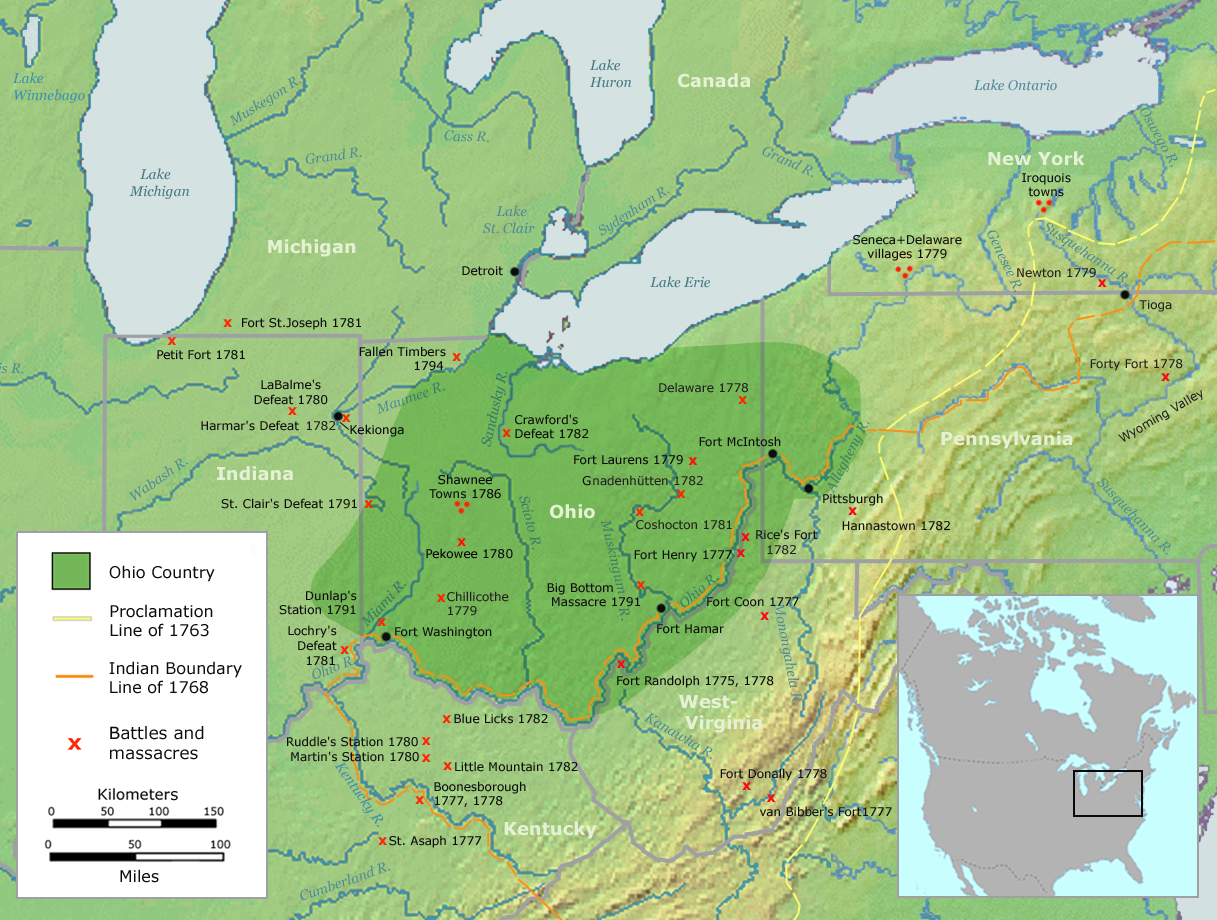
Mapa del territorio del Ohio o valle del Ohio

Dos meses después de la construcción del fuerte, el 3 de septiembre, Tanaghrisson, jefe de los mingo llegó a Fort Le Boeuf, donde amenazó a de la Malgue si los franceses tomaban sus tierras. Tanacharison odiaba a los franceses por haberlo capturado de pequeño y porque creía que estos habían cocinado y comido a su padre. Tanacharison fue en representación de la Confederación Iroquesa, cuyos miembros vieron con recelo el aumento de poder de los franceses en la zona. También enviaron los iroqueses una delegación mohawk a William Johnson pidiéndole apoyo. Este llegó en 1746 a ser el comandante de las tropas iroquesas.
Hubo en Albany una reunión entre el gobernador de Nueva York y algunos jefes indios, entre ellos Hendrick Theyanoguin, uno de los más importantes de sus representantes. Esta reunión no resultó como los nativos esperaban y el gobernador Clinton les negó ayuda para defenderlos de los franceses. Los iroqueses, por tanto, declararon roto el Covenant Chain, un pacto de amistad que llevaba vigente mucho tiempo.
Sin embargo, el gobernador de Virginia, Robert Dinwiddie, no opinaba igual que Clinton. Muchos de sus mercaderes habían invertido mucho dinero para comerciar en el Ohio y si los franceses los expulsaban, perderían mucho dinero. Dinwiddie no podía permitir que los franceses se apropiasen del territorio del Ohio. Por ello ordenó al mayor George Washington llevar un mensaje a las milicias francesas del Ohio. Washington, acompañado de varios hombres que le ayudarían como traductores y como guías, partió el 31 de octubre y llegaron a Logstown el 24 de noviembre. Allí se reunió con Tanacharison, quien le acompañó para repetir la amenaza que poco antes había hecho a los franceses.
A mediados de diciembre llegaron a Fort le Boeuf. Allí el comandante francés Saint-Pierre invitó a Washington a cenar en el fuerte. Durante la cena, Washington le entregó a Saint-Pierre una carta escrita por Dinwiddie en la que le pedía que abandonasen la zona del Ohio. El francés se negó amablemente a aceptar la petición, alegando que tenían más derecho que los británicos a estar en el territorio del Ohio, pues fue un francés el primero que, cien años atrás, había explorado la zona.
Cuando Washington volvió a Virginia, informó de la negativa francesa y de que estos estaban avanzando hacia el sur, donde estaban construyendo más fuertes.

## Desarrollo de la guerra
Ésta consistió en la cuarta guerra colonial entre franceses y británicos en América. Sin embargo, tuvo diferencias con las tres anteriores. A diferencia de las demás, este enfrentamiento comenzó en suelo americano y se extendió dos años después al Viejo Mundo. Además, y posiblemente como consecuencia de lo anterior, la mayor parte de las batallas se libraron en las colonias y no en las metrópolis, mientras que hasta el momento solía ser al contrario. Esto dio conciencia a los colonos británicos de su capacidad militar y aprendieron a combatir al enemigo, lo que llevaría pocos años después a numerosas revueltas contra Inglaterra y desembocaría finalmente en la guerra de Independencia de los Estados Unidos.
La guerra en Norteamérica se desarrolló principalmente entre los años 1754 y 1759, aunque se mantuvo el conflicto con escasas batallas hasta la firma de la paz en 1763. El periodo de mayor intensidad bélica se podría dividir en dos partes: la primera, desde el comienzo hasta mediados del año 1758, en la que hubo un claro dominio francés del campo de batalla; y la segunda, desde 1758 hasta 1763, periodo en el que se cambiaron las tornas y los británicos empezaron a dominar, culminando su expansión con la conquista del Canadá francés en 1759. Tras la pérdida de Quebec, los franceses intentaron durante tres años más, y sin éxito alguno, expulsar a los británicos de sus territorios.
A diferencia de la guerra que se estaba desarrollando en Europa, prácticamente careció de grandes asedios (solo se podrían citar el de Quebec y el de Louisbourg) y de batallas campales de gran envergadura, a excepción de la batalla de las Llanuras de Abraham. La mayor parte de los combates consistieron en ataques a fuertes, estratégicos centros de población y comercio, y la llamada guerra india, basada en el combate individual, uso de tiradores ocultos, escaramuzas, ataques sorpresivos contra pueblos y aldeas y emboscadas aprovechando la cobertura de los bosques.

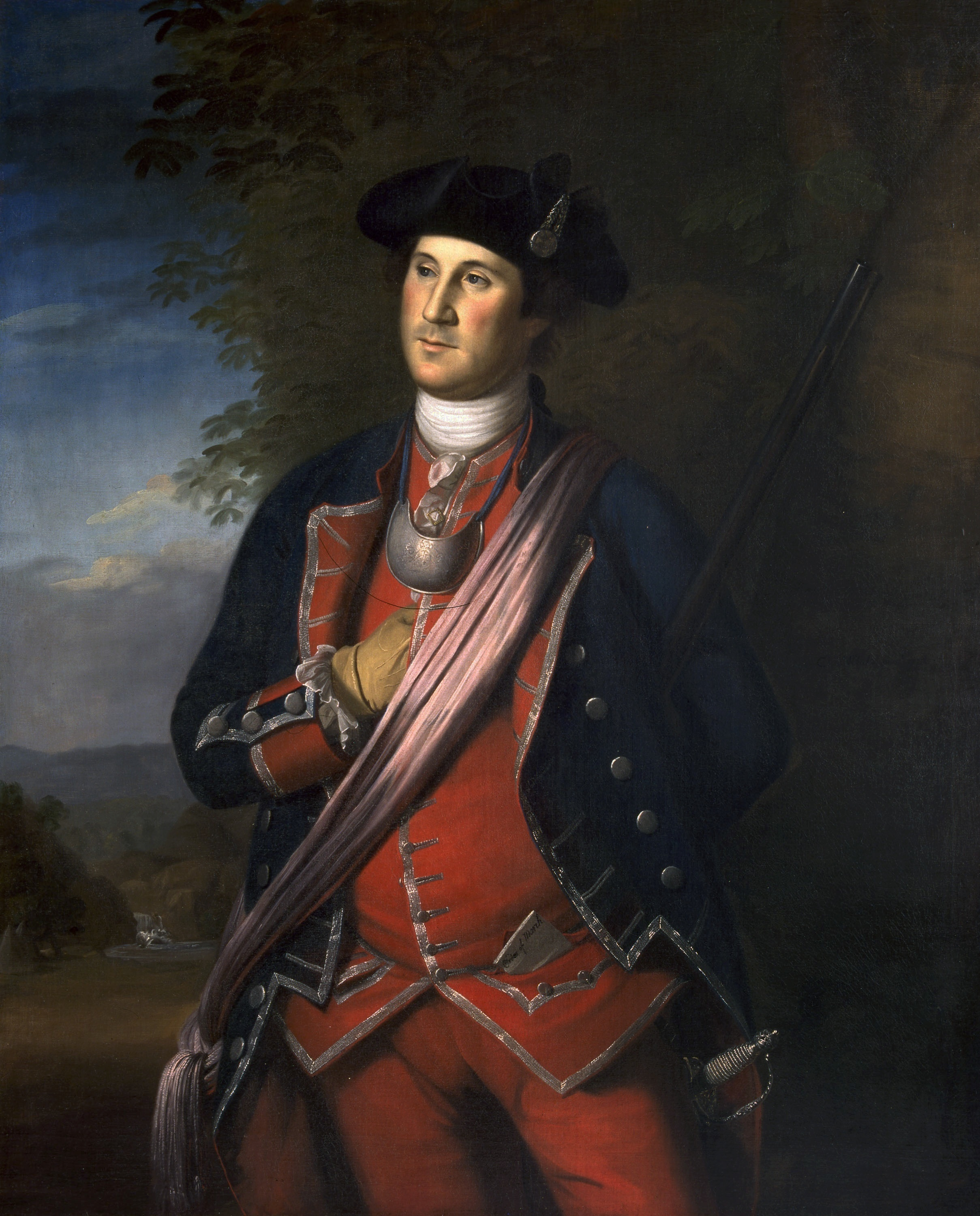
Retrato de George Washington con el uniforme de la milicia de Virginia

### Año 1754
Tras informar al gobernador de Virginia de la negativa francesa a retirarse del territorio del Ohio y entregar los fuertes recién construidos, Washington fue enviado con un grupo de colonos a construir una carretera hasta el río Monongahela para facilitar el transporte de tropas. En el camino hizo un alto en Great Meadows, donde Tanacharison, jefe de sus aliados nativos, le informó de que los franceses habían construido un nuevo fuerte (Fort Duquesne) y que desde allí habían enviado un regimiento que se les estaba acercando. Aunque Washington no lo sabía en ese momento, la misión francesa no era militar, sino diplomática. Estaba encabezada por Joseph Coulon de Jumonville de Villiers y su encargo era pedir a los británicos que abandonasen el territorio.
Creyendo que les iban a tender una emboscada, Washington decidió adelantárseles, y el 28 de mayo atacaron al destacamento francés. Durante la batalla, que duró apenas 15 minutos, murieron 11 franceses y capturaron a otros 21. Este ataque era suficiente para desencadenar la guerra que comenzó oficialmente ese día, pero a ello se le añadió que Tanacharison, aprovechando que el cautivo Villiers estaba conversando con Washington, le asestó un golpe al primero, matándolo.
Tras el incidente de Jumonville Glen, Washington se trasladó a Great Meadows, donde decidió construir un fuerte al que llamó Fort Necessity. Pese a que él lo creía un buen emplazamiento, se mostró que tenía pésimas ventajas contra el enemigo, ya que tenía el bosque demasiado cerca y estaba en una hondonada. Al cabo de poco más de un mes del suceso de Jumonville Glen, una fuerza formada por setecientos hombres (indios y franceses) acaudillada por Louis Coulon de Villiers, hermano de Joseph Coulon, llegó a Fort Necessity y comenzó a bombardearlo con cañones. El combate duró menos de un día, tras el cual Washington, creyéndose derrotado, se rindió al enemigo, entregando el fuerte y abandonándolo poco después.
Poco antes de esta última batalla, los mandatarios de las colonias británicas y nativos se reunieron en el Congreso de Albany y decidieron llevar a cabo diversas acciones militares contra los franceses.

### Año 1755
1755 fue el año en que se consolidó el conflicto armado entre las colonias británicas y francesas, ampliándose el campo de operaciones a territorios más grandes y participando en las batallas ejércitos mayores. Las duras condiciones del invierno canadiense dificultaron los movimientos de tropas durante toda la guerra, por lo que la mayoría de los enfrentamientos se produjeron en los meses cálidos, entre primavera y otoño.
En mayo de 1755 partió de Maryland un ejército compuesto por más de 1500 regulares y 10 cañones a las órdenes de Edward Braddock con el objetivo de tomar Fort Duquesne y avanzar después hacia el norte para apoderarse de Fort Niagara. A Braddock le acompañaba George Washington como guía y consejero. Por otro lado, en el fuerte francés, cuya guarnición estaba compuesta por casi 650 amerindios y 250 militares franceses, se preparaban para la llegada del enemigo. En el último momento decidieron tenderles una emboscada en el río Monongahela. Braddock y Washington llegaron a Fort Duquesne el 9 de julio y una avanzadilla al mando de Thomas Gage cruzó el río y se dirigió al ataque del fuerte. Poco antes de llegar, se cruzaron con los franceses que acudían tarde para tenderles la emboscada. Los hombres de Gage, menos numerosos, pudieron huir pero pronto chocaron con la columna principal de Braddock y fueron atacados desde el bosque en una batalla que resultó fatal para los británicos. Braddock murió en el combate y Washington consiguió hacerse con la situación y huir del campo de batalla.
Durante el desarrollo de esta expedición y poco antes de la desastrosa derrota en Fort Duquesne, los británicos obtuvieron una victoria en Fort Beauséjour. Con una flota de 31 transportes, tres barcos de guerra de la Marina Real británica y 2000 hombres desembarcaron a tres kilómetros de Fort Beauséjour y comenzaron el bombardeo con cañones. El sitio duró casi dos semanas, pero al final los franceses capitularon. Esta victoria concedió a los británicos el dominio de Nueva Escocia. Pese a que esta victoria no supuso ningún logro importante estratégicamente hablando, significó un duro golpe para los acadios, quienes, pese a haberse declarado neutrales en la guerra, fueron tratados por los británicos como enemigos y expulsados de sus tierras.
Ese mismo año aún se produjo otro enfrentamiento entre franceses y británicos como resultado de otra expedición británica, esta vez mandada por William Johnson. Este tuvo lugar cerca de Lake George, en el actual estado de Nueva York. En esta batalla, en la que tuvieron un importante papel los guerreros amerindios, no hubo un claro vencedor, aunque fueron los británicos los que posiblemente más partido pudieron sacar del enfrentamiento, ya que, a causa de la debilidad en que quedó el regimiento francés, Johnson pudo construir el fuerte William Henry.
Al concluir el año, los franceses seguían manteniendo la mayor parte de sus posesiones en Nueva Francia y disponían de un numeroso conjunto de fuertes en la zona.

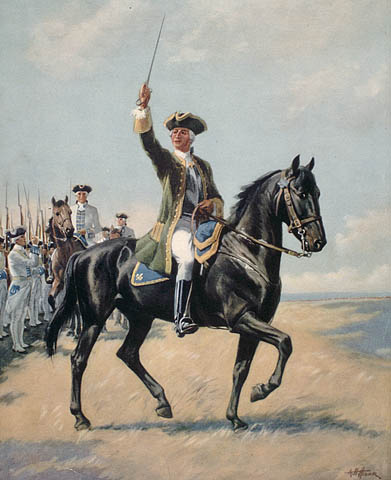
El general francés Montcalm

### Año 1756
Este año estalló oficialmente la guerra de los Siete Años en Europa, con la invasión prusiana de Austria y Bohemia. Esto provocó que entrasen en juego las complicadas alianzas existentes en Europa que habían sido heredadas de la guerra de Sucesión austríaca, por lo que Francia y el Reino Unido se declararon la guerra. El desencadenamiento de la guerra en Europa requirió que muchas de las tropas francesas se quedasen en el continente y no pudiesen acudir a América. Sin embargo, Inglaterra no tuvo ese problema, pues su aliada Prusia tenía el mejor ejército de tierra en toda Europa.
En marzo, dos meses antes de las declaraciones de guerra en Europa, los franceses consiguieron una importante éxito en Fort Bull. Los franceses asediaron y atacaron el fuerte, cercano a Albany, y solicitaron a los británicos que se rindiesen, pero estos se negaron y, cuando los franceses consiguieron entrar en el fuerte, mataron y quemaron a todos los pobladores.[cita requerida]
Los colonos franceses también vencieron en la batalla de Fort Oswego. El general Louis-Joseph de Montcalm dirigió una tropa francesa contra el conjunto de fuertes que comprendía Fort Oswego, Fort Ontario y Fort George. Tras la casi inmediata rendición de Fort Ontario, atacó al Fort Oswego con 120 cañones, lo que obligó a los británicos a terminar rindiéndose. La toma de este fuerte permitió a Francia defender Fort Niagara, una posiciön muy importante en la defensa de Nueva Francia. También les posibilitó mantener unidas sus posesiones en Canadá y Luisiana e interrumpir temporalmente el comercio británico en el lago Ontario.

### Año 1757
Este cuarto año de guerra se caracterizó por un traslado temporal del conflicto franco-británico a Europa, por lo que no hubo en América más que un par de enfrentamientos destacables.
La más destacable fue la batalla de Fort William Henry. Se librö en las inmediaciones de Lake George entre el 3 y el 6 de agosto. El ejército francés, al mando del general Louis-Joseph de Montcalm, atacó y bombardeó Fort William Henry durante seis días. El coronel británico al mando del fuerte, George Monro, solicitó ayuda a Daniel Webb, quien era el comandante de Fort Edward. Este se la negó, por lo que Monro, creyéndose solo, acabó rindiéndose y entregando la fortificación. Montcalm permitió a los británicos retirarse a Fort Edward por haberse defendido con tanto valor. Sin embargo, los aliados indígenas de los franceses, desobedeciendo a Montcalm, persiguieron a la columna en retirada y los atacaron, matando a dos centenares de hombres, mujeres y niños.[cita requerida]
La pérdida de Fort William Henry fue un duro golpe para los planes británicos de conquistar pronto Quebec y Montreal.
La otra derrota que sufrieron los británicos a finales de este año fue a manos de una coalición de guerrilleros acadios e indios micmac. Estos tendieron una emboscada a un destacamento de tropas regulares británicas que estaban haciendo trabajos en un bosque cerca de Annapolis, en Nueva Escocia. Sin embargo, los guerrilleros no llegaron a aprovechar su victoria, ya que no avanzaron para apoderarse de Annapolis.

### Año 1758

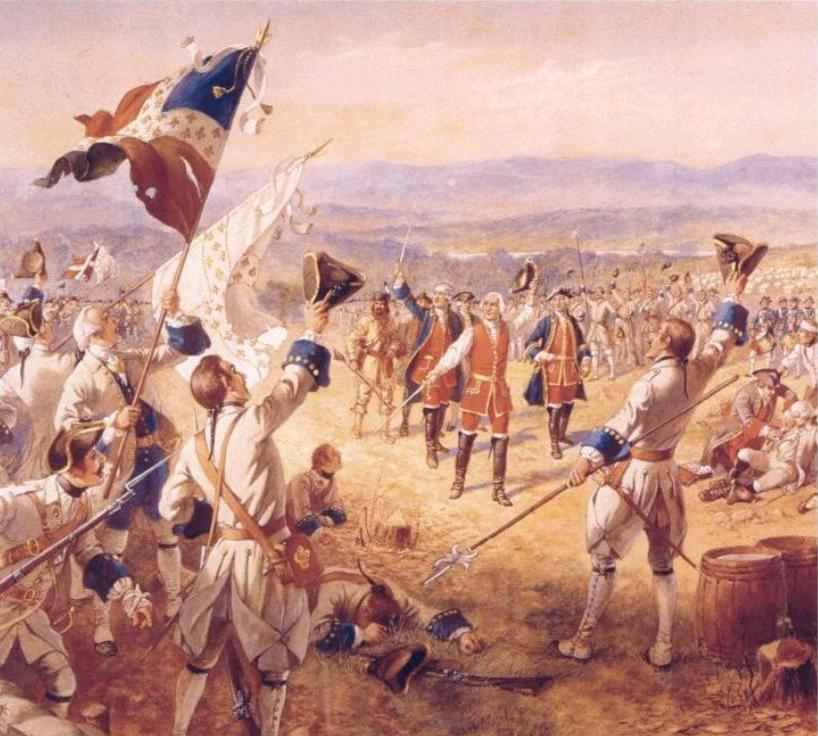
Batalla de Carillon

Durante el año 1758, se produjo el quiebre entre la supremacía militar de los dos principales beligerantes. Si bien hasta el momento, pese a algunas derrotas, los franceses dominaban el conflicto, en pocos meses del verano y otoño los británicos consiguieron asestar un duro golpe a los colonos franceses y preparar el camino para conquistar Nueva Francia.
Durante casi dos meses enteros, los británicos pugnaron por capturar la ciudad neoescocesa de Louisbourg. A finales de mayo partieron 150 barcos de transporte y 40 navíos de Halifax llevando a bordo a 14 000 soldados al mando de Jeffrey Amherst. En la ciudad de Louisbourg se encontraban en ese momento 3500 militares y marineros y cinco barcos de guerra. Por lo tanto, el general francés Drucour ordenó construir defensas y situar baterías de artillería. Después de una semana sin poder acercarse a tierra a causa del mal tiempo, Amherst ordenó el ataque. Pese a un intenso fuego enemigo y la retirada rápida de la mayor parte de la flota para esperar a otro día más propicio, el comandante James Wolfe consiguió conquistar una pequeña cala rocosa y expulsar de allí a los franceses que estaban defendiendo la plaza. Esto permitió el desembarco de todo el ejército. A los once días de haber desembarcado, la artillería británica pudo comenzar a hacer fuego contra la ciudad, el puerto y el fuerte. El ataque duró más de un mes hasta que, tras perder todos los barcos, haber sufrido incendios y haber perdido el fuerte, Drucour se rindió al atacante.
Louisbourg defendía la entrada al río San Lorenzo, clave para llevar la flota hasta Quebec. Un año después, este sería el punto de partida del ejército que tomaría Quebec.
Durante el asedio de Louisbourg se produjo la última victoria importante francesa frente a los británicos. El golpe lo asestó Louis-Joseph de Montcalm al mando de 3600 hombres defendiendo Fort Carillon. La fuerza atacante estaba compuesta por 6000 regulares y 10 000 milicianos, con lo que casi quintuplicaba los efectivos franceses. La batalla de Fort Carillon se libró el 7 y 8 de julio. El primer día, James Abercromby ordenó el avance hacia el fuerte, pero la avanzadilla sufrió un ataque de las fuerzas francesas y tuvieron que huir, por lo que aplazaron el ataque un día. Al día siguiente consiguieron llegar al fuerte, pero al intentar llevar a cabo un ataque frontal contra este y por lo bien defendido que estaba, sufrieron numerosas bajas y Abercromby decidió retirarse. Abercromby perdió a más de 500 hombres en el fallido intento. Esta batalla, aunque no cambiase el resultado de la guerra, fue durante mucho tiempo un ejemplo de resistencia para los habitantes francófonos de Canadá.
Durante los dos meses siguientes, los franceses perdieron el nacimiento del río San Lorenzo, al norte del lago Ontario, en la batalla de Fort Frontenac y Fort Duquesne ante el avance de la expedición de John Forbes. Una pequeña avanzadilla de la misma, con George Washington y James Grant al frente, atacó el fuerte en la oscuridad, pero cometió el error de hacer demasiado ruido, lo que alertó a los quinientos defensores de la fortaleza. Estos salieron preparados contra los británicos y los derrotaron, obligándoles a retirarse. Sin embargo, informados de la columna de más de seis mil británicos que se acercaba y conscientes de no poder defenderse ante los cañones enemigos, decidieron huir. El fuerte fue reconstruido y recibió el nombre de Fort Pitt.

### Año 1759
El año 1759 fue conocido por los británicos como El año de las victorias (The Year of the Victories), ya que en el transcurso de pocos meses lograron acabar prácticamente con el dominio francés de Norteamérica. Ya desde el año anterior, pero sobre todo en 1759, muchos indios aliados de los franceses pactaron la paz con los británicos viendo la debilidad francesa. Esto forzó a los dirigentes del ejército a replegar muchas tropas hacia el norte.
La primera victoria la obtuvieron en la batalla de Ticonderoga. El comandante Amherst volvió a intentar tomar el fuerte que Johnson no había conseguido conquistar. Amherst quería evitar otra derrota por lo que, pese a llevar un ejército mucho menor que Johnson, comenzó cortando las líneas de abastecimiento del fuerte francés. Este, por su parte estaba mucho peor defendido que un año antes, ya que muchos de sus 500 soldados se habían trasladado a las defensas de Quebec y Montreal. La pequeña guarnición francesa pronto entregó el fuerte, huyendo hacia el norte, donde los británicos estaban sometiendo a Quebec a un asedio que duró varios meses. Apenas un mes después cayó Fort Niagara, el último fuerte francés en los Grandes Lagos.

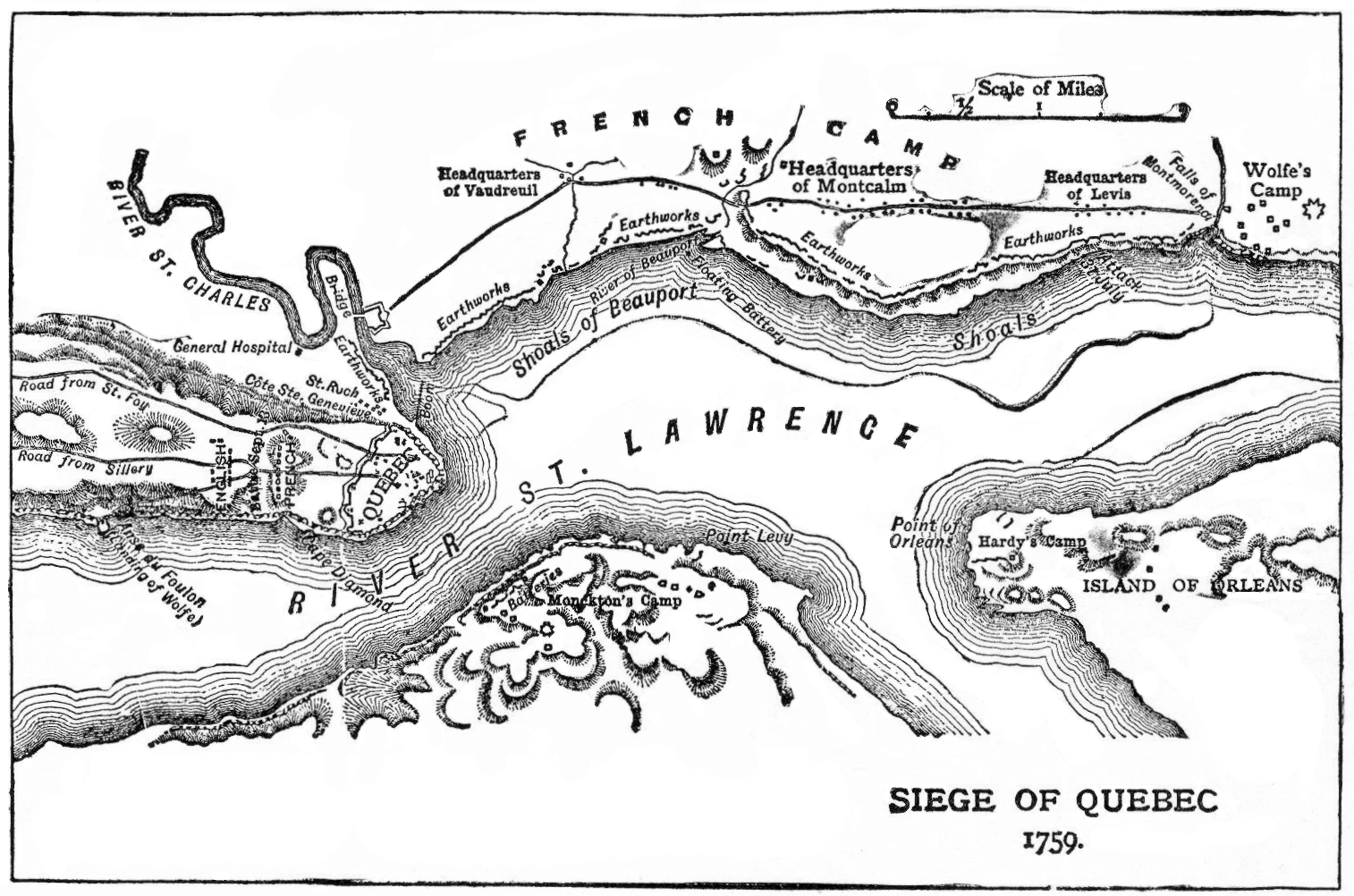
Mapa de Quebec con la distribución de franceses y británicos

En mayo, el general Wolfe reunió en Louisbourg una flota de 49 buques y 140 embarcaciones mandadas por el almirante Charles Saunders y avanzó por el río San Lorenzo hacia el interior. En el camino se reunió con una fuerza de tierra de 7000 soldados y 400 artilleros. Se dirigieron hacia Quebec, adonde llegaron el 28 de julio. Los franceses intentaron evitar el desembarco con una pequeña flota, pero fracasó. Entonces Montcalm, dirigente de la defensa francesa de Quebec, y su mayor general, François Gaston de Lévis, se centraron en las defensas distribuyendo baterías de artillería a lo largo de nueve kilómetros por donde los británicos pretendían cruzar el río.
El 31 de julio, Wolfe intentó cruzar pero los franceses los repelieron. Algunos oficiales franceses creyeron que este sería el último intento británico de tomar la ciudad. Sin embargo, los británicos consiguieron rodear la ciudad ocupando las llanuras de alrededor. La ciudad estuvo fuertemente asediada y bombardeada durante varios meses, hasta que, sin poder recibir refuerzos, Montcalm decidió atacar el 13 de septiembre. La batalla no llegó a durar ni un día, y ambos bandos perdieron muchos hombres, pero Montcalm ordenó la retirada esa misma tarde sin saber que el oficial inglés Wolfe había muerto. Él mismo resulró herido en la huida, falleciendo al día siguiente. La ciudad de Quebec se rindió cinco días después y fue ocupada por los británicos.
Esta fue la gran victoria que los británicos llevaban cinco años buscando y que les abría la puerta de la victoria. Desde ese momento, prácticamente solo se dedicaron a terminar de expulsar a los pequeños grupos de franceses que quedaban en Canadá.

### Años 1760-1763
Seis meses después de perder Quebec, el Caballero de Lévis reunió una importante fuerza en Montreal. En abril de 1760 Lévis llegó a Quebec con más de 7000 hombres entre milicianos canadienses e indígenas. Esperaba poder forzar la rendición de los británicos mediante un largo asedio mientras esperaba refuerzos de la flota francesa. Sin embargo, Murray, pensando que no podría defender Quebec por mucho tiempo, decidió salir de las defensas de la ciudad, cometiendo el mismo error que hiciera Montcalm un año antes. Pese a que en un principio parecía que conseguían ganar posiciones, los británicos sufrieron una grave derrota y tuvieron más de 1000 bajas en menos de dos horas. Murray decidió volver a la ciudad y Lévis continuó el asedio.
Pese a la importantísima victoria francesa, Lévis no pudo nunca apoderarse de la ciudad porque nunca llegaron los refuerzos que esperaba. En su lugar llegó por el río una flota británica. Lévis optó entonces por retirarse y volver a Montreal. Esta ciudad cayó ante los británicos el 8 de septiembre sin ni siquiera ser necesario un asedio.
Dos meses después, los británicos acabaron con cualquier expectativa francesa de recuperar Nueva Francia al derrotar a su flota en la batalla de Restigouche y a uno de los últimos reductos de la milicia canadiense en la batalla de las Mil Islas en Fort Lévis, Ontario.
A partir de este momento, con todas las fuerzas francesas expulsadas de Nueva Francia, la guerra franco-india se daba por concluida. Hubo un último altercado, la batalla de Signal Hill en septiembre de 1762, que no pasó de ser una escaramuza muy parecida a las que se dieron al comienzo de la contienda ocho años antes. El combate concluyó con la victoria británica y la toma definitiva de Terranova.

### Frente caribeño
Una vez que tuvieron la situación completamente dominada en el continente americano, los británicos se decidieron a atacar las posesiones francesas en el Caribe. En 1759 capturaron la isla de Guadalupe, que usaron como base para atacar otras islas. El hecho más destacable del conflicto en el Caribe fue la entrada en guerra de España al lado de Francia en 1761. Esto se debió a la firma del Tercer Pacto de Familia entre ambas coronas, según el cual se prometían apoyarse militarmente. Esta alianza hubiese sido desastrosa para el Reino Unido al principio de la guerra, pero en 1761, Francia tenía la guerra perdida.
En 1762 los británicos conquistaron Dominica. También tomaron posesión de Martinica y de muchas otras islas francesas antes de llegar a La Habana el 6 de junio. La capital cubana se rindió el 10 de agosto.

## Tratado de París
La guerra franco-india terminó oficialmente el 10 de febrero de 1763 por el Tratado de París. El tratado fue firmado por Reino Unido, Francia, España y Portugal. Junto con la Paz de Hubertusburgo firmada por Prusia, Austria y Sajonia supuso el final de la guerra de los Siete Años.
Por este tratado, Francia perdía todas sus posesiones norteamericanas, ya que aceptaba el control británico de Canadá y concedió el dominio de Luisiana a España en compensación por la pérdida de la Florida, que tuvo que ceder al Reino Unido. Sin embargo, habría que puntualizar que Francia ya había cedido la Luisiana a España en 1762 por el Tratado de Fontainebleau, aunque no se hizo público hasta 1763. El Tratado de París sirvió simplemente para ratificarlo.
A Francia se le propuso renunciar a Nueva Francia o a sus islas caribeñas de Guadalupe y Martinica. Sin dudarlo, prefirió recuperar las dos islas productoras de azúcar, cuya productividad era muy superior a la desarrollada en Canadá.

## Consecuencias
Durante la guerra, Francia perdió todas sus posesiones canadienses, lo que fue ratificado por el Tratado de París. Perdió por tanto todas sus colonias al este del Misisipi, salvo San Pedro y Miguelón, dos islas cerca de Terranova. En el Caribe, solo mantuvo las islas de Guadalupe y Martinica. España no salió muy malparada, puesto que recibió Luisiana en compensación por la pérdida de la hasta entonces Florida española<,ref>Pese a que suele afirmarse que España recibió Luisiana en compensación por Florida, Francia ya se la había cedido dos años atrás en Fontainebleau; en el Tratado de París simplemente se ratificó.</ref> y también recuperó La Habana.
Gran Bretaña había sido claramente la gran vencedora del conflicto, logrando agrandar su dominio por toda la costa oriental de Norteamérica y eliminando un imperio colonial rival que le impedía extenderse hacia el interior. Asimismo adquirió importancia en las aguas caribeñas gracias a las numerosas plazas ganadas a los franceses.
A Gran Bretaña se le planteó el problema de cómo gobernar la Provincia de Quebec, habitada por católicos francófonos, contra los cuales tenían leyes en la metrópoli. El rey de Francia, temeroso de represalias contra sus ciudadanos, consiguió incluir en el Tratado de París algunas cláusulas por las cuales los británicos debían respetar sus costumbres y religión.
Militarmente, Gran Bretaña se convirtió en la mayor potencia mundial, tanto en tierra como en el mar. Tras la guerra de los Siete Años comenzó un siglo de predominio británico en todo el mundo, con un Imperio que abarcaba gran parte de Norteamérica, casi un tercio de África y la India, poseyendo una Armada capaz de mantener y proteger todas sus tierras. Francia entró en una etapa de decadencia militar de la que le costó salir.
Económicamente, la guerra fue desastrosa para ambas partes. Las deudas públicas en los dos países amenazaban con llevar a la bancarrota a la Hacienda pública. Ambos reaccionaron subiendo los impuestos enormemente. La diferencia fue que Gran Bretaña los aplicó a los colonos norteamericanos y Francia, habiendo perdido sus colonias, tuvo que gravar la vida de sus ciudadanos. Fueron notables los impuestos sobre el comercio del té y la ley del Timbre. 
Por otro lado, la expulsión de los acadianos de Nueva Escocia provocó una migración de estos hacia las otras posesiones francesas al oeste del Misisipi creyendo que éstas volverían pronto a ser francesas y que la dominación española sería temporal. Surgió así la población cajún en los alrededores de Nueva Orleans.
Por último, y no tan directamente, esta guerra pudo llevar a la Revolución de las colonias contra la dominación británica. Como ya se comentó antes, Gran Bretaña impuso a sus colonias unos desorbitados impuestos que ahogaban su economía, lo que causó, entre otros, al motín del té. Además, como ya predijeron tanto británicos como franceses durante e inmediatamente después de la guerra franco-india, al perder los colonos a la única potencia vecina capaz de vencerlos, ya no necesitaban del ejército británico para defenderse. Los únicos enemigos a los que se tenían que enfrentarse eran a los nativos, a los que hasta el momento habían conseguido doblegar. Inglaterra había forzado a muchos colonos a participar activamente en la guerra, por lo que en las colonias vivían numerosos veteranos que sabían aplicar las tácticas de guerra y que, aún más importante, habían descubierto que eran capaces de vencer a ejércitos mayores.

Libres de un vecino al que siempre temieron, vuestras otras colonias descubrirán bien pronto que no necesitan protección.
Charles Gravier

## Cronología de la guerra en el norte de América
Este es un listado de los principales enfrentamientos y su resultado.

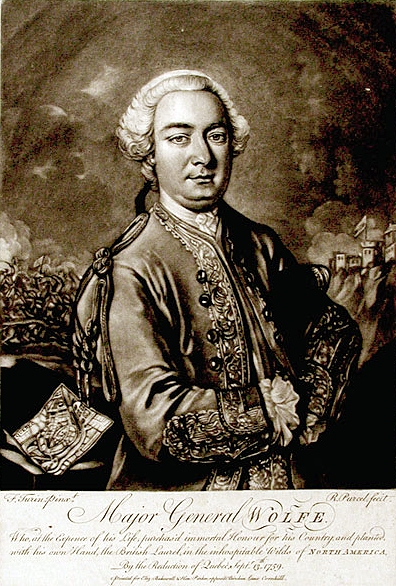
James Wolfe

| Año  | Fechas                                                                         | Norteamérica | Victoria                                                              |
| ---- | ------------------------------------------------------------------------------ | --- | --------------------------------------------------------------------- |
| 1754 | 28 de mayo 3 de julio                                                          | Batalla de Jumonville Glen Batalla de Great Meadows                                                                  | Británica Francesa                                                    |
| 1755 | 3-16 de junio 9 de julio 8 de septiembre                                       | Batalla de Fort Beauséjour Batalla de Monongahela Batalla de Lake George                                             | Británica Francesa Británica                                          |
| 1756 | 27 de marzo 10-14 de agosto 8 de septiembre                                    | Batalla de Fort Bull Batalla de Fort Oswego Expedición Kittanning Estalla la guerra en Europa                        | Francesa Británica                                                    |
| 1757 | 2-6 de agosto 8 de diciembre                                                   | Batalla de Fort William Henry Batalla de Bloody Creek                                                                | Francesa                                                              |
| 1758 | 8 de junio-6 de julio 7-8 de julio 25 de agosto 14 de septiembre 12 de octubre | Asedio de Louisbourg Batalla de Carillon Batalla de Fort Frontenac Batalla de Fort Duquesne Batalla de Fort Ligonier | Británica (decisiva) Francesa (decisiva) Británica Francesa Británica |
| 1759 | 27 de junio 6-26 de julio 31 de julio 13 de septiembre                         | Batalla de Ticonderoga Batalla de Fort Niagara Batalla de Beauport Batalla de las Llanuras de Abraham                | Británica Francesa Británica (decisiva)                               |
| 1760 | 28 de abril 3-8 de julio 16-24 de agosto                                       | Batalla de Sainte-Foy Batalla de Restigouche Batalla de las Mil Islas                                                | Francesa, pero inútil Británica                                       |
| 1761 | 15 de agosto                                                                   | España entra en la guerra                                                                                            |                                                                       |
| 1762 | 6 de junio 15 de septiembre                                                    | Toma de La Habana Batalla de Signal Hill                                                                             | Británica                                                             |
| 1763 | 10 de febrero                                                                  | Tratado de París |                                                                       |